# Gamla Kvarntjärnen
Gamla Kvarntjärnen är en sjö i Jokkmokks kommun i Lappland och ingår i Luleälvens huvudavrinningsområde.